# Толебек, Мардан Тиленулы
Мардан Тиленулы Толебек (каз. Мардан Тіленұлы Төлебек; род. 18 декабря 1990, Бадам, Чимкентская область) — казахстанский футболист, полузащитник.

## Карьера

### Клубная
Воспитанник шымкентского футбола. Первый профессиональный клуб «Ордабасы» был из родного города. В 2011 году вместе с шымкентским «Ордабасы» выиграл Кубок Казахстана 2011, а также участвовал в квалификационном раунде Лиги Европы сезона 2015/16.

### Сборная
С 2011 по 2012 играл за сборную Казахстан (до 21).
В 2014 году вызывался в национальной сборной Казахстана во главе с Юрием Красножаном, но не был задействован.

## Достижения
«Ордабасы»
- Обладатель Кубка Казахстана: 2011
- Обладатель Суперкубка Казахстана: 2012
- Бронзовый призёр чемпионата Казахстана (2): 2017, 2019